# Christian Albert, Duce de Holstein-Gottorp
Christian Albert (3 februarie 1641 – 6 ianuarie 1695) a fost duce de Holstein-Gottorp și episcop de Lübeck. A fost fiu al lui Frederic al III-lea, Duce de Holstein-Gottorp și a soției sale, Maria Elisabeta de Saxonia.

## Biografie
Christian Albert a devenit duce atunci când tatăl său a murit la Castelul Tönning, asediat de regele Christian al V-lea al Danemarcei. Christian Albert a fost forțat să fugă și restul vieții lui a fost caracterizat prin lupta sa cu Danemarca. Chiar și căsătoria cu fiica regelui Frederic al III-lea al Danemarcei a fost aranjată în speranța stabilirii păcii, însă nu s-a schimbat nimic. 
În timpul domniei lui Christian Albert, legătura cu Suedia, care a fost inițiată de către tatăl său, a fost consolidată, lucru care i-a oferit o oarecare protecție. Cu toate acestea, acest lucru a condus ca ducatul să fie atras în toate conflictele din Suedia, inclusiv Marele Război al Nordului și mai multe războaie cu Danemarca.
Din 1675 până în 1689, Christian Albert a trăit în exil la Hamburg. Cu ajutorul Sfântului Împărat Roman și a aliaților europeni, el a reușit să-l forțeze pe regele danez să semneze așa-numitul Vergleich Altonaer, care i-a permis să-și recâștige fosta sa poziție.
La 5 octombrie 1665 a fondat Universitatea din Kiel.

## Famile și copii
Christian Albert s-a căsătorit la 24 octombrie 1667, la Castelul Glücksburg, cu Prințesa Frederica Amalia a Danemarcei, fiica regelui Frederic al III-lea al Danemarcei și a reginei Sophie Amalie de Brunswick-Lüneburg, ca parte a unui tratat de pace între Danemarca și Holstein-Gottorp, însă părțile ostile au continuat să se lupte. Mariajul a fost unul nefericit, Frederica Amalia fiind chinuită de frecventele neînțelegeri dintre fratele ei, Christian al V-lea al Danemarcei, și soțul ei. Era bine cunoscut în epocă că a fost tratată rău de Christian Albrecht, în timp ce familia regală daneză i-a dat tot felul de privilegii personale și dovezi de afecțiune.
Christian Albert și Frederica Amalia au avut patru copii:
- Sofia Amalia (19 ianuarie 1670 – 27 februarie 1710), căsătorită la 7 iulie 1695 cu Prințul Augustus Wilhelm, Duce de Brunswick-Wolfenbüttel.
- Ducele Frederic al IV-lea de Holstein-Gottorp (18 octombrie 1671 – 19 iulie 1702).
- Ducele Christian August de Holstein-Gottorp (11 ianuarie 1673 – 24 aprilie 1726).
- Maria Elisabeta (21 martie 1678 – 17 iulie 1755), stareță la Quedlinburg.

El a fost străbunicul Ecaterinei cea Mare, împărăteasă a Rusiei, prin fiul lui Christian August, și, de asemenea, a fost străbunicul soțului Ecaterinei, Petru al III-lea al Rusiei, prin fiul lui Frederic. În plus, el a fost bunicul patern al regelui Adolf Frederic al Suediei.